# Hudson (Iowa)
Hudson és una població dels Estats Units a l'estat d'Iowa. Segons el cens del 2000 tenia 2.117 habitants.

## Demografia
Segons el cens del 2000, Hudson tenia 2.117 habitants, 787 habitatges, i 613 famílies. La densitat de població era de 106,2 habitants/km².
Dels 787 habitatges en un 39,5% hi vivien nens de menys de 18 anys, en un 69,6% hi vivien parelles casades, en un 6,2% dones solteres, i en un 22,1% no eren unitats familiars. En el 19,2% dels habitatges hi vivien persones soles el 9,7% de les quals corresponia a persones de 65 anys o més que vivien soles. El nombre mitjà de persones vivint en cada habitatge era de 2,69 i el nombre mitjà de persones que vivien en cada família era de 3,1.
Per edats la població es repartia de la següent manera: un 28,9% tenia menys de 18 anys, un 6,8% entre 18 i 24, un 26,6% entre 25 i 44, un 26,2% de 45 a 60 i un 11,4% 65 anys o més.
L'edat mediana era de 38 anys. Per cada 100 dones de 18 o més anys hi havia 92,6 homes.
La renda mediana per habitatge era de 56.065 $ i la renda mediana per família de 64.737 $. Els homes tenien una renda mediana de 41.576 $ mentre que les dones 26.667 $. La renda per capita de la població era de 24.101 $. Entorn de l'1,9% de les famílies i el 3,3% de la població estaven per davall del llindar de pobresa.

## Poblacions més properes
El següent diagrama mostra les poblacions més properes.